# Athaumasta
Athaumasta is een geslacht van vlinders van de familie Uilen (Noctuidae), uit de onderfamilie Cuculliinae.

## Soorten
- A. cortex Alphéraky, 1887
- A. expressa Lederer, 1855
- A. polioides Draudt, 1950
- A. sapporensis Matsumura, 1926
- A. siderigera Christoph, 1893
- A. splendida Bang-Haas, 1928